# Scala minore

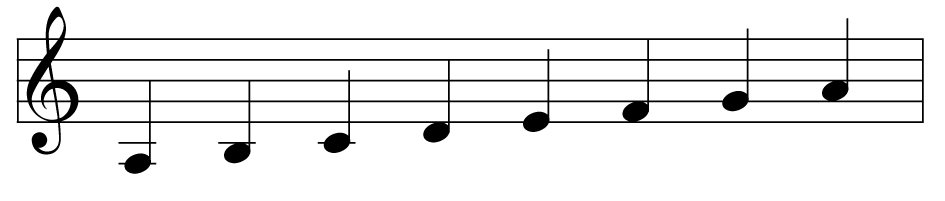
Scala minore naturale di la.

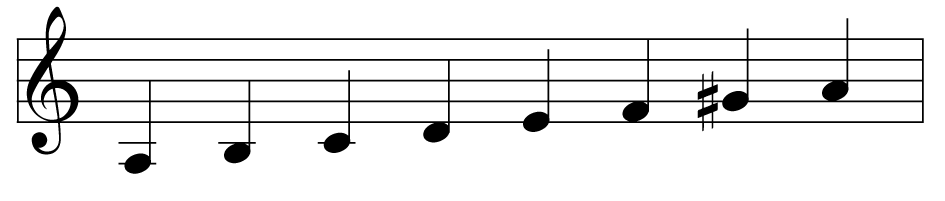
Scala minore armonica di la.

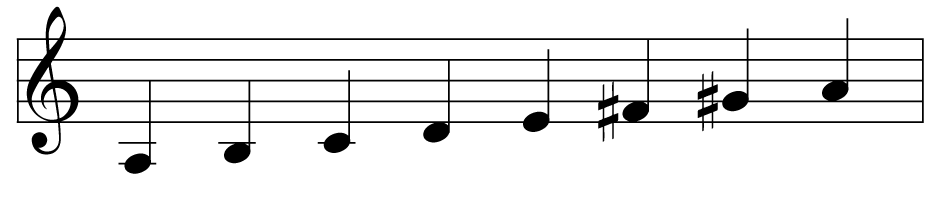
Scala minore melodica ascendente di la.

Nella teoria musicale, una scala minore è una scala eptatonica e diatonica il cui primo, terzo e quinto grado formano una triade minore, ovvero in cui la tonica e la mediante distano una terza minore, mentre la tonica e la dominante una quinta giusta. La scala maggiore con la stessa armatura (bemolli o diesis in chiave) di una scala minore è detta relativa maggiore, e sulla sua sopradominante (VI grado) si costruisce la relativa minore.

## Classificazione
Tradizionalmente le scale minori sono distinte in tre tipi in base alla distribuzione degli intervalli che le compongono:
- minore naturale
- minore armonica
- minore melodica

Diether de la Motte sostiene tuttavia che tale suddivisione, normalmente reperibile nei manuali elementari, sia priva di senso. Il modo minore andrebbe piuttosto inteso, secondo il musicologo tedesco, come una riserva di nove suoni (e il modo maggiore, analogamente, come una riserva di sette suoni) messa a disposizione di ogni composizione che si voglia impostare in minore.
Per il De la Motte la scala di La minore si riassume dunque nei seguenti nove suoni: La, Si, Do, Re, Mi, Fa, Fa♯, Sol, Sol♯, La. Da questa riserva, in base a necessità espressive ed armoniche ampiamente testimoniate in letteratura, si possono ritagliare di volta in volta le altre forme tradizionali della scala di La minore: (La, Si, Do, Re, Mi, Fa, Sol, La = naturale), (La, Si, Do, Re, Mi, Fa, Sol♯, La = armonica) e (La, Si, Do, Re, Mi, Fa♯, Sol♯, La = melodica). Per quest'ultima resta aperta la questione dell'utilizzo del segmento melodico Fa♯-Sol♯. Secondo la comune manualistica esso dovrebbe essere utilizzato "in ascendere" solo se sfocia nel La successivo (ad esempio Fa♯-Sol♯-La ecc.). Se invece esso "discende" dal La in direzione del Mi dovrebbe essere rimpiazzato dal segmento Sol-Fa (es. La-Sol-Fa ecc.). Nella prassi compositiva la questione si sottrae ad una codificazione meccanicistica. Non ci sono rigidi algoritmi musicali ma solide composizioni nelle quali si osserva, di volta in volta, l'utilizzo plastico fatto dai Maestri dei due "gradi cangianti" della scala minore: il VI e il VII.  Giova in proposito consultare l'edizione dei "371 Vierstimmige Choralgesange" di Johann Sebastian Bach editi da Breitkopf & Hartel [link] ove, come nei corali 12, 13, 41, 228, 370, si rintracciano significativi esempi di trattamento della scala di La minore.

### Scala minore naturale
La scala minore naturale contiene la stessa successione di intervalli del modo eolio, uno dei quattro aggiunti da Glareano nel corso del XVI secolo (Dodekachordon, 1547) agli otto modi ecclesiastici già esistenti. La distribuzione degli intervalli del modo eolio è di un semitono (s) fra il II e III nonché fra il V e VI grado mentre è di un tono (T) fra tutti gli altri gradi:
T, s, T, T, s, T, T
Molto importante è precisare che tra VII e VIII grado vi è la presenza di una seconda maggiore (un tono) e di conseguenza il nome del VII grado sarà quello di Sottotonica e non di Sensibile. Il VII grado assume il nome di Sensibile nel momento in cui tra VII e VIII grado si forma una seconda minore (un semitono)
Applicando questa successione di intervalli, partendo da ciascuno dei dodici suoni componenti la scala cromatica temperata
(Do, Do♯, Re, Re♯, Mi, Fa, Fa♯, Sol, Sol♯, La, La♯, Si), si possono ottenere altrettante scale minori naturali il cui nome deriva dal loro suono di partenza (tonica), detto anche fondamentale. Ogni scala minore naturale è correlata ad una ben determinata scala maggiore le cui toniche distano reciprocamente di una terza minore (un tono + un semitono). Ad esempio la scala naturale di La minore può essere ottenuta da quella di Do maggiore iniziando da una terza minore sotto il Do, cioè dal La. Si osservi che queste due scale contengono esattamente gli stessi suoni ordinati però diversamente. Due scale tra le quali sussista un tale rapporto generativo sono dette l'una la relativa dell'altra. La scala di Do è la relativa maggiore della scala di La minore così come la scala di La minore è la relativa minore della scala di Do.
Esiste un diverso procedimento per derivare una scala minore da una scala maggiore, generandone una che, pur non avendo la stessa composizione di suoni di quella maggiore, condivide però con essa lo stesso suono di partenza, ossia la stessa tonica. Tale scala è detta  scala omologa minore e la si ottiene abbassando di un semitono il III, il VI e VII grado della scala maggiore di partenza. In questo modo, ad esempio, da Do maggiore (Do, Re, Mi, Fa, Sol, La, Si, Do) si ottiene la scala di Do minore (Do, Re, Mi♭, Fa, Sol, La♭, Si♭, Do) che costituisce la forma omologa del Do maggiore.
| I grado Tonica | I grado Tonica | II grado Sopratonica | II grado Sopratonica | III grado Modale | III grado Modale | IV grado Sottodominante | IV grado Sottodominante | V grado Dominante | V grado Dominante | VI grado Sopradominante | VI grado Sopradominante | VII grado Sottotonica | VII grado Sottotonica | VIII grado Tonica | VIII grado Tonica |
| eng            | ita            | eng                  | ita                  | eng              | ita              | eng                     | ita                     | eng               | ita               | eng                     | ita                     | eng                   | ita                   | eng               | ita               |
| -------------- | -------------- | -------------------- | -------------------- | ---------------- | ---------------- | ----------------------- | ----------------------- | ----------------- | ----------------- | ----------------------- | ----------------------- | --------------------- | --------------------- | ----------------- | ----------------- |
| A              | La             | B                    | Si                   | C                | Do               | D                       | Re                      | E                 | Mi                | F                       | Fa                      | G                     | Sol                   | A                 | La                |
| A♯             | La♯            | B♯                   | Si♯                  | C♯               | Do♯              | D♯                      | Re♯                     | E♯                | Mi♯               | F♯                      | Fa♯                     | G♯                    | Sol♯                  | A♯                | La♯               |
| B♭             | Si♭            | C                    | Do                   | D♭               | Re♭              | E♭                      | Mi♭                     | F                 | Fa                | G♭                      | Sol♭                    | A♭                    | La♭                   | B♭                | Si♭               |
| B              | Si             | C♯                   | Do♯                  | D                | Re               | E                       | Mi                      | F♯                | Fa♯               | G                       | Sol                     | A                     | La                    | B                 | Si                |
| C              | Do             | D                    | Re                   | E♭               | Mi♭              | F                       | Fa                      | G                 | Sol               | A♭                      | La♭                     | B♭                    | Si♭                   | C                 | Do                |
| C♯             | Do♯            | D♯                   | Re♯                  | E                | Mi               | F♯                      | Fa♯                     | G♯                | Sol♯              | A                       | La                      | B                     | Si                    | C♯                | Do♯               |
| D              | Re             | E                    | Mi                   | F                | Fa               | G                       | Sol                     | A                 | La                | B♭                      | Si♭                     | C                     | Do                    | D                 | Re                |
| D♯             | Re♯            | E♯                   | Mi♯                  | F♯               | Fa♯              | G♯                      | Sol♯                    | A♯                | La♯               | B                       | Si                      | C♯                    | Do♯                   | D♯                | Re♯               |
| E♭             | Mi♭            | F                    | Fa                   | G♭               | Sol♭             | A♭                      | La♭                     | B♭                | Si♭               | C♭                      | Do♭                     | D♭                    | Re♭                   | E♭                | Mi♭               |
| E              | Mi             | F♯                   | Fa♯                  | G                | Sol              | A                       | La                      | B                 | Si                | C                       | Do                      | D                     | Re                    | E                 | Mi                |
| F              | Fa             | G                    | Sol                  | A♭               | La♭              | B♭                      | Si♭                     | C                 | Do                | D♭                      | Re♭                     | E♭                    | Mi♭                   | F                 | Fa                |
| F♯             | Fa♯            | G♯                   | Sol♯                 | A                | La               | B                       | Si                      | C♯                | Do♯               | D                       | Re                      | E                     | Mi                    | F♯                | Fa♯               |
| G              | Sol            | A                    | La                   | B♭               | Si♭              | C                       | Do                      | D                 | Re                | E♭                      | Mi♭                     | F                     | Fa                    | G                 | Sol               |
| G♯             | Sol♯           | A♯                   | La♯                  | B                | Si               | C♯                      | Do♯                     | D♯                | Re♯               | E                       | Mi                      | F♯                    | Fa♯                   | G♯                | Sol♯              |
| A♭             | La♭            | B♭                   | Si♭                  | C♭               | Do♭              | D♭                      | Re♭                     | E♭                | Mi♭               | F♭                      | Fa♭                     | G♭                    | Sol♭                  | A♭                | La♭               |

### Scala minore armonica
La scala minore armonica è una scala minore naturale con la sottotonica (VII grado) alzata di un semitono, ovvero sensibile. L'intervallo di seconda aumentata che si crea fra il VI e il VII grado della scala le conferisce un carattere orientaleggiante. La sequenza intervallare che la contraddistingue è dunque tono, semitono, tono, tono, semitono, tono e mezzo, semitono.
La formula è:
1, 2, 3♭, 4, 5, 6♭, 7, 8
Dalla scala minore naturale di Do:
Do, Re, Mi♭, Fa, Sol, La♭, Si♭, Do
Deriviamo la scala minore armonica alzando la settima di un semitono:
Do, Re, Mi♭, Fa, Sol, La♭, Si, Do
Scala minore armonica di La:
La, Si, Do, Re, Mi, Fa, Sol♯, La

### Scala minore melodica

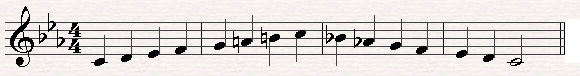
Scala minore melodica di Do

La scala minore melodica è una scala musicale che si costruisce sulla scala minore naturale, alzando di un semitono il VI ed il VII grado: in una scala minore di Do, La bemolle e Si bemolle, diventano La e Si naturali (in fase ascendente). Secondo la scuola classica, in fase discendente, i due gradi precedentemente alzati ritornano al loro stato, previsto dalla scala minore naturale (La e Si bemolle).
La cosiddetta scala bachiana è invece la scala minore melodica che include le alterazioni sul VI e VII grado sia in senso ascendente che discendente. Questa scala è spesso utilizzata anche nella pratica del jazz.
La scala minore melodica deriva dalla scala minore armonica ed è nata per dare una risoluzione alla tensione che crea la minore armonica con la sua seconda eccedente (o aumentata ), intervallo dissonante che si risolve esattamente alzando di un semitono il sesto grado o sopradominante, in modo da eliminare questo "salto proibito" di un tono più un semitono.
La sequenza intervallare è (t = tono, s = semitono):
t, s, t, t, t, t, s (ascendente)
t, t, s, t, t, s, t (discendente)
La formula per la costruzione è:
1, 2, 3♭, 4, 5, 6♮, 7♮, 8  (ascendente)
8, 7♭, 6♭, 5, 4, 3♭, 2, 1 (discendente)
Quindi si passa dalla scala minore naturale di Do:
Do Re Mi♭ Fa Sol La♭ Si♭ Do
alla scala minore melodica ascendente:
Do Re Mi♭ Fa Sol La Si Do
e discendente:
Do Si♭ La♭ Sol Fa Mi♭ Re Do
La scala di La minore melodica ascendente sarà dunque:
La Si Do Re Mi Fa♯ Sol♯ La
e quella discendente:
La Sol♮ Fa♮ Mi Re Do Si La

#### Utilizzi
La scala è oggi utilizzata nelle strutture del jazz e della fusion.

### Scala minore napoletana
La scala minore napoletana si costruisce:
- ascendendo sulla scala minore armonica, abbassando il secondo grado di un semitono, oppure sulla scala frigia innalzando il settimo grado di un semitono;
- discendendo  sulla scala minore naturale, abbassando di un semitono il secondo grado.

La presenza dell'intervallo di seconda aumentata (tra sesto e settimo grado) e, soprattutto, la sequenza di due intervalli di seconda minore (si-do-re♭) la accomunano alla scala araba.

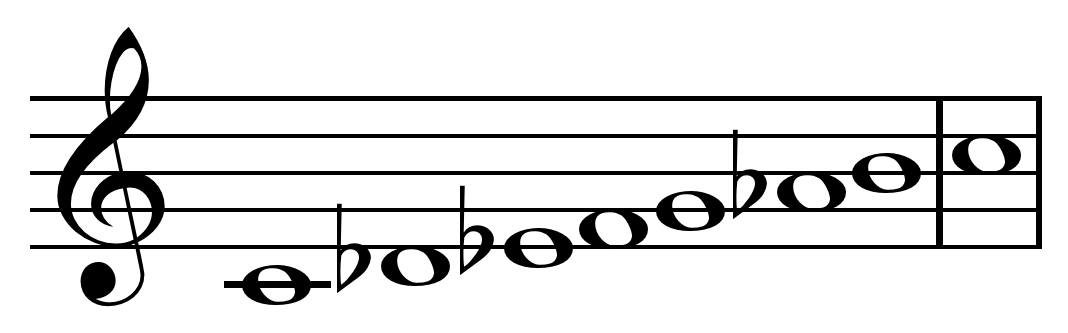
scala minore napoletana

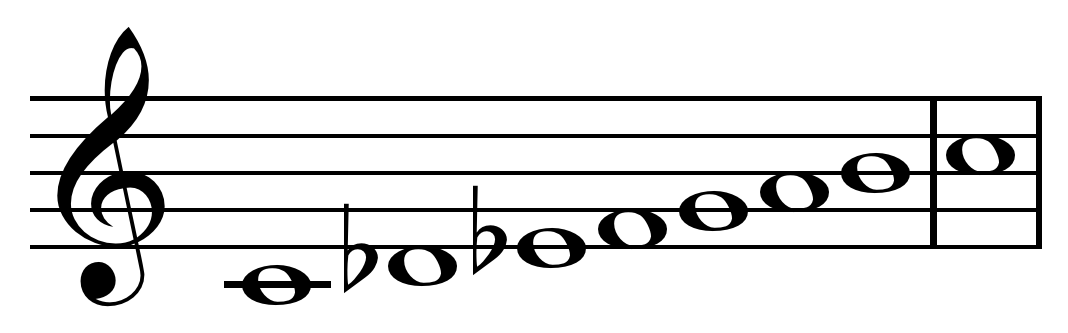
Scala maggiore napoletana

La sequenza intervallare è (t = tono, s = semitono):
s, t, t, t, s, 3s, s (ascendente)
t, t, s, t, t, t, s (discendente)
La formula è:
1, 2♭, 3♭, 4, 5, 6♭, 7, 8 (ascendente)
8, 7♭, 6♭, 5, 4, 3♭, 2♭, 1 (discendente)
Scala minore napoletana di Do, ascendente:
Do, Re♭, Mi♭, Fa, Sol, La♭, Si, Do
e discendente:
Do, Si♭, La♭, Sol, Fa, Mi♭, Re♭, Do

### Scala bachiana
La scala bachiana è una scala minore melodica con il 6º e il 7º grado alterati anche nel discendere, che solitamente vengono invece sostituiti nel discendere da una scala minore naturale. Questa scala è nota anche come Dorica 7M.
La scala è denominata bachiana in onore di Bach il quale l'ha utilizzata spesso nelle proprie composizioni in quanto egli aveva bisogno di una scala minore che avesse un suono invariato sia a salire che a scendere e che non risultasse "orientale" alle orecchie di chi la ascoltava.
Scala bachiana di La:
```
La, Si, Do, Re, Mi, Fa♯, Sol♯ (ascendente)
Sol♯, Fa♯, Mi, Re, Do, Si, La (discendente)
```

La struttura è (T = tono, s = semitono):
```
T s T T T T s (ascendente)
s T T T T s T (discendente)
```

## Armonizzazione della scala minore per triadi
La scala minore consente di costruire determinate  triadi a seconda del corrispondente grado della scala.
| Grado | Triade    |
| ----- | --------- |
| I     | Minore    |
| II    | Diminuita |
| III   | Maggiore  |
| IV    | Minore    |
| V     | Minore    |
| VI    | Maggiore  |
| VII   | Maggiore  |